# Vigolo
Vigolo [ˈviːɡolo] (Ìgol [ˈiɡol] in dialetto bergamasco) è un comune italiano di 574 abitanti della provincia di Bergamo in Lombardia.
Situato su un terrazzamento posto a circa 600 m s.l.m. che sovrasta la sponda occidentale del Lago d'Iseo, dista circa 49 chilometri a est dal capoluogo orobico.

## Storia
Il paese ha origini antichissime, risalenti al periodo romano. Recenti studi hanno infatti appurato l'esistenza di alcuni piccoli e primordiali agglomerati urbani in corrispondenza delle attuali contrade di Bessana, Parmerano, Pressana e Trussano.
Tuttavia i primi documenti scritti che attestano l'esistenza del toponimo risalgono all'anno 1202, mentre in altri datati 1331 si accerta l'autonomia comunale di Vigolo. I confini comunali sono rimasti pressoché invariati nel corso dei secoli, tanto che in atti risalenti al XV ed al XVI secolo riferiscono che il comune, sottoposto all'autorità feudale dei conti Calepio, inglobava le stesse contrade che oggi costituiscono il comune.
A tal riguardo interessante è la testimonianza di Giovanni Maironi da Ponte che, nel XVIII secolo, così descrive il paese di Vigolo nel suo ‘'Dizionario Odeporico'’:
L'epoca medievale non vide avvenimenti di rilievo in queste contrade, anche se le cronache raccontano dell'esistenza di una torre (ora inglobata nell'edilizia civile) e di un castello di cui non resta più nulla, a conferma del fatto che il paese dovette ricorrere alla necessità di erigere strutture difensive.
Nello stesso periodo si verificò un sempre crescente malumore nei confronti dei conti Calepio, feudatari che assoggettavano la zona imponendo tasse e gabelle spesso troppo onerose.
Questo sfociò nella richiesta, avanzata dagli abitanti stessi, di annessione alla Repubblica di Venezia, che puntualmente avvenne nel 1428 per opera del doge della città lagunare.
Negli anni successivi, e per gran parte del XVI secolo, si verificarono screzi con la vicina comunità di Tavernola, unita con Vigolo in un'unica parrocchia. La volontà di questi ultimi di suddividere la parrocchia in due entità distinte (una per ognuno dei due borghi) non trovava d'accordo i vicini, causando diatribe e battibecchi che sfociavano in lotte a colpi di carte bollate ed atti notarili, degenerando anche in scontri campanilistici.
Nei secoli seguenti non vi furono avvenimenti degni di nota per questo paese, che seguì le sorti politiche del resto della Provincia di Bergamo.

### Simboli
Lo stemma e il gonfalone sono stati concessi con decreto del presidente della Repubblica dell'8 novembre 1991.
Il gonfalone è un drappo partito di bianco e di verde.

## Monumenti e luoghi d'interesse
Il paese, grazie alla sua invidiabile posizione geografica, offre un gran numero di attrazioni dal punto di vista naturalistico. Numerosi prati adibiti a pascolo, pinete e cascine recentemente ristrutturate garantiscono, oltre a una bella visuale del panorama, una grande risorsa data dal turismo.
In questo contesto si possono compiere un gran numero di escursioni adatte ad ogni tipo di esigenza: sia semplici passeggiate che percorsi impegnativi, fino alla possibilità di utilizzare proficuamente la mountain bike.
Degni di nota sono gli edifici sacri presenti sul territorio.
In primo luogo è possibile ammirare la chiesa parrocchiale dedicata all'Assunzione di Maria, edificata nel XVIII secolo in luogo di un precedente edificio di culto e più volte ristrutturata. In essa sono racchiuse opere di Antonio Cifrondi e di Umberto Marigliani, con un bell'altare in marmo nero, opera della famiglia Manni. La chiesa è sede dell'omonima parrocchia afferente al vicariato di Predore, diocesi di Bergamo. Il campanile ospita un concerto in reb3, fuso da D. D'Adda nel 1953.
Sono inoltre presenti la chiesa di San Rocco, risalente al XVII secolo, e il santuario della Madonna di Loreto. Conosciuto anche come Madonna del Dosso, a causa della sua posizione fuori dal centro abitato in prossimità di un piccolo colle, venne edificato agli inizi del XIX secolo.

## Società

### Evoluzione demografica
Abitanti censiti

## Amministrazione
Il 26 maggio 2019 è stato eletto Sindaco Gabriele Gori, della lista civica "Vigolo Vola"